# Walczące Komórki Komunistyczne

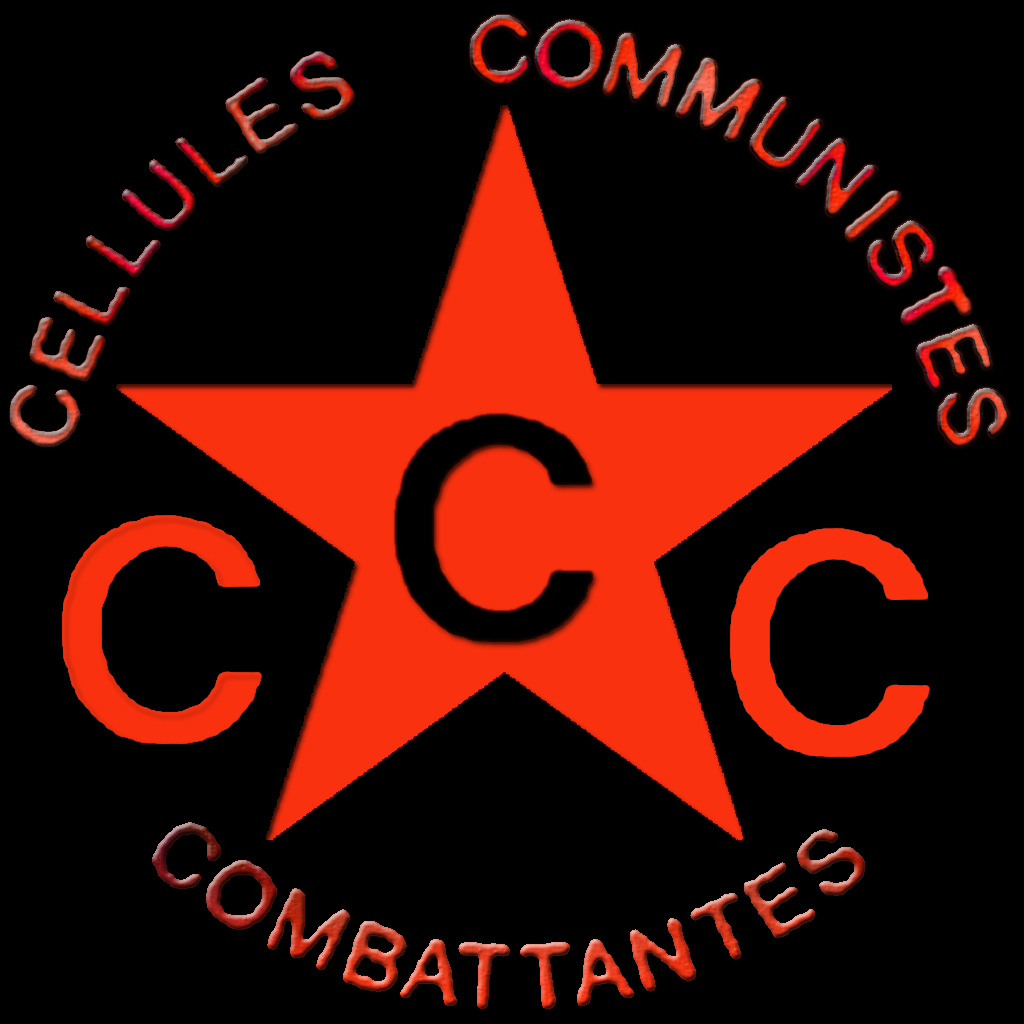
Logo organizacji

 Walczące Komórki Komunistyczne (fr. Cellules Communistes Combattantes, CCC) – belgijska organizacja terrorystyczna.

## Historia
Założone na początku lat 80. W latach 1984–1985 przeprowadziły serię zamachów terrorystycznych wymierzonych w cele NATO, banki i korporacje. 
Przykładowe akcje zorganizowane przez CCC: 
- latem 1984 roku pod gmachem NATO w Brukseli zdetonowany został samochód-pułapka;

- w październiku 1984 roku zostały przeprowadzone zamachy bombowe w budynkach firm Litton, MAN i Honeywel;

- w połowie grudnia 1984 roku wysadzono w kilku miejscach rurociąg NATO[2].

Grupa przeprowadziła łącznie 30 zamachów, w których zginęły dwie osoby. 
W 1986 roku belgijska policja zatrzymała Pierre Carrette'a będącego liderem CCC. Doprowadziło to do rozpadu grupy.

## Relacje z innymi grupami terrorystycznymi
W ich utworzeniu uczestniczył palestyński terrorysta Abu Nidal (Rewolucyjna Rada Fatah).
Współpracowały z Frakcją Czerwonej Armii, Akcją Bezpośrednią i odłamami Czerwonych Brygad.

## Ideologia
Głosiły poglądy stanowiące połączenie doktryny komunistycznej i anarchistycznej. Były grupą silnie antykapitalistyczną i wrogą NATO.